# Product Sans
Product Sans es una tipografía Sans Serif geométrica creada por Google para propósitos comerciales y de marca. Reemplazó el antiguo logotipo de Google el 1 de septiembre del 2015.
A medida que la marca de Google se evidenció en una multitud de dispositivos, Google tuvo que adaptar su diseño para que su logotipo pudiera ser visto en espacios públicos de forma consistente en todas las plataformas. Una versión optimizada de Product Sans, llamada Google Sans, se utiliza como fuente de cabecera de la versión personalizada y adaptada de Google de Material Design, Google Material Theme.

## Diseño
El equipo de diseño de Google quiso conservar los estilos simples presentes en logotipos anteriores, pero también incluir formas geométricas. La fuente casi coincide con la tipografía Futura, pero las diferencias más notable entre las dos fuentes es la forma de la letra a,que en Product Sans, es una romana que se implementó para contrastar las formas circulares de los otros caracteres. Product Sans cambió los remates del trazo a unos 45 grados, con el corte perpendicular a la tangente del trazo.
También se hicieron ligeras correcciones ópticas a las formas geométricas. La "G" mayúscula tiene su forma circular hacia adentro ligeramente donde se encuentra con la barra transversal. Los números '6', '8' y '9' tienen círculos casi perfectos. Estas correcciones visuales se hicieron para una mejor legibilidad.

## Licencia
La fuente Product Sans no se ha lanzado como una fuente de código abierto. Sin embargo, el 23 de mayo del 2018 el archivo fuente de Product Sans en su peso normal (no negrita) fue subido a GitHub en el repositorio para la aplicación de iOS del evento Google I/O. Este repositorio está con licencia bajo la Licencia Apache.

## Uso
El logotipo actual de Google está basado en Product Sans. Existen ligeras modificaciones en el logotipo en comparación con la tipografía: la más notable es la 'e' inclinada. Las diferencias entre el logotipo y Product Sans permiten distinguir entre el logotipo de Google y el nombre del producto. Product Sans se usa principalmente en el texto de los logotipos de numerosos servicios de Google, como Maps, Drive, News, Earth, etc. La fuente también se usa en Google Store, y en algunas versiones de Android.